# Carl W. Hergenrother
Carl W. Hergenrother, född 1973, är en amerikansk astronom.
Minor Planet Center listar honom som C. W. Hergenrother och som upptäckare av 33 asteroider.
Han upptäckte även den icke-periodiska kometen C/1996 R1 (Hergenrother-Spahr),  och de periodiska kometerna 168P/Hergenrother och 175P/Hergenrother.
Asteroiden 3099 Hergenrother är uppkallad efter honom.

## Asteroider upptäckta av Carl W. Hergenrother
| 6533 Giuseppina       | 24 februari 1995  |
| 6613 Williamcarl      | 2 juni 1994       |
| 7488 Robertpaul       | 27 maj 1995       |
| 7489 Oribe            | 26 juni 1995      |
| 7707 Yes              | 17 april 1993     |
| 7887 Bratfest         | 18 september 1993 |
| 7959 Alysecherri      | 2 augusti 1994    |
| 8109 Danielwilliam    | 25 februari 1995  |
| 8711 Lukeasher        | 5 juni 1994       |
| (10571) 1994 LA1      | 5 juni 1994       |
| 12396 Amyphillips     | 24 februari 1995  |
| 12789 Salvadoraguirre | 14 oktober 1995   |

| (13186) 1996 UM      | 18 oktober 1996   |
| (16712) 1995 SW29    | 30 september 1995 |
| (24888) 1996 XS23    | 8 december 1996   |
| (26916) 1996 RR2     | 13 september 1996 |
| (32925) 1995 KF      | 24 maj 1995       |
| (35285) 1996 TR5     | 6 oktober 1996    |
| (37652) 1994 JS1 [A] | 4 maj 1994        |
| (37744) 1996 XU14    | 8 december 1996   |
| (39642) 1995 KO1     | 26 maj 1995       |
| 44192 Paulguttman    | 18 juni 1998      |
| 55844 Bičák          | 12 september 1996 |
| (69406) 1995 SX48    | 30 september 1995 |

| (85316) 1995 BA4 [B]                                   | 28 januari 1995   |
| (85343) 1995 SX53                                      | 30 september 1995 |
| (118231) 1996 XQ18                                     | 8 december 1996   |
| 121725 Aphidas                                         | 13 december 1999  |
| (173176) 1997 KO                                       | 29 maj 1997       |
| (306387) 1994 GR8 [B]                                  | 5 april 1994      |
| (350455) 1997 SB5                                      | 27 september 1997 |
| (369982) 1998 BL10                                     | 20 januari 1998   |
| (542599) 2013 FD18                                     | 20 januari 2013   |
| Upptäckt tillsammans med: A T. B. Spahr B S. M. Larson |                   |